# ブフウェジュ県
ブフウェジュ県(ブフウェジュけん、英語：Buhweju District)はウガンダの西部地域南部の県。
2014年の人口は12万720人。
県都はンシーカ。

## 地理
- 北：イバンダ県
- 東：ムバララ県
- 南東：シェエマ県
- 南西：ブシェニ県
- 西：ルビリジ県

県都ンシーカは、アンコーレ地方の最大都市のムバララから道なりに約50km北西に位置する。
また、首都カンパラから道なりに約310km南西に位置する。

## 歴史
2010年7月1日、ブシェニ県の北部を割いて新設された。

## 人口
- 1991年1月12日：5万5534人
- 2002年9月13日：8万2881人
- 2014年8月27日：12万720人[3]